# McBryde Garden

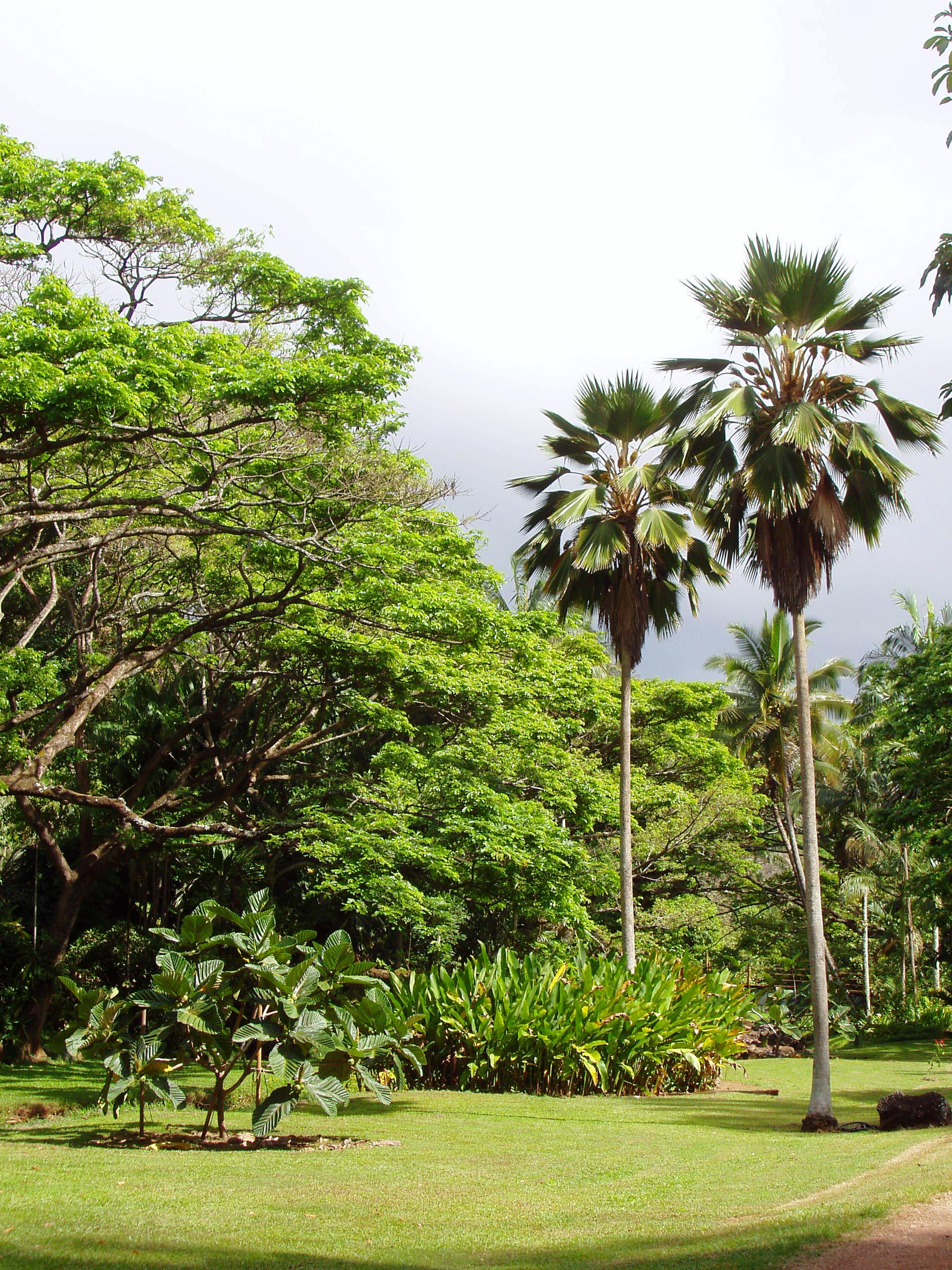
Planten in de McBryde Garden

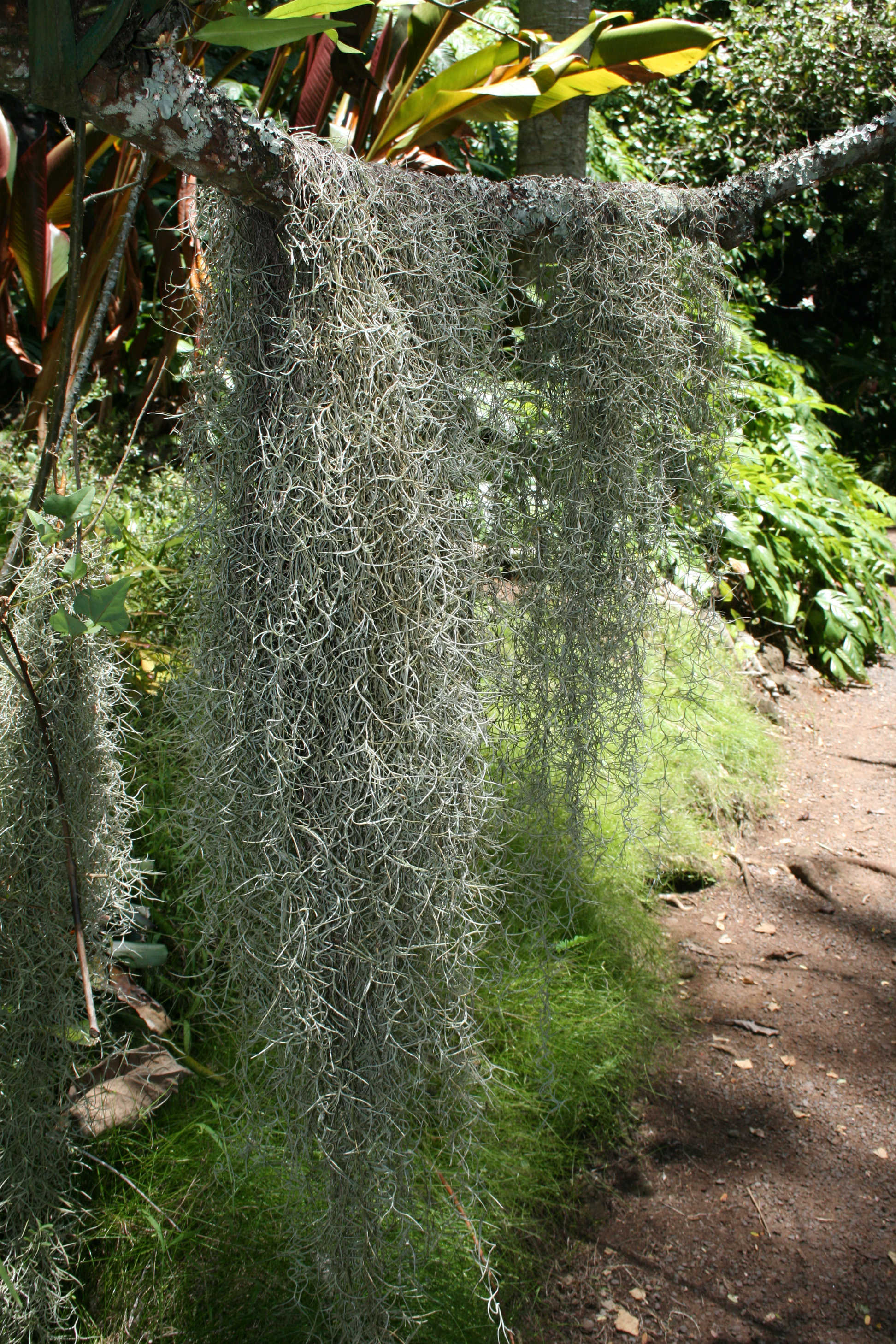
Spaans mos in de botanische tuin

De McBryde Garden is een botanische tuin die is gelegen in de Lāwa`i Valley aan de zuidkust van Kauai (Hawaï). In de nabijheid ligt de Allerton Garden, een andere botanische tuin. Beide tuinen maken deel uit van de National Tropical Botanical Garden (NTBG), een netwerk van tuinen en natuurreservaten op Hawaï en in Florida. Het hoofdkwartier van de NTBG kijkt uit over de McBryde Garden, die de eerste tuin van de organisatie vormde. In het hoofdkwartier bevinden zich onderwijs- en onderzoeksfaciliteiten.
De Lāwa`i Stream is een beek die de tuin doorkruist. Deze wordt overspannen door een brug van bamboe, de Bamboo Bridge.

## Geschiedenis
Het land dat nu de McBryde Garden vormt, was ooit het bezit van Koningin Emma van Hawaï (1836-1885). In 1876 leasede ze het land aan Duncan McBryde. In 1886 kocht zijn familie het land aan. De familie McBryde vestigde er een suikerrietplantage.
Nadat een Congressional Charter van het Amerikaans Congres in 1964 de aanzet had gegeven tot de oprichting van de Pacific Tropical Botanical Garden (vanaf 1988 bekend als National Tropical Botanical Garden), werd een plaats gezocht voor de vestiging van een botanische tuin. In 1970 kochten de beheerders een stuk land van 69 ha in het bovenste deel van de Lāwa‘i Valley. Dit zou de eerste tuin van de organisatie worden. Onderzoekers, plantenverzamelaars, botanische tuinen en andere contacten doneerden planten aan de tuin die bekend zou worden als de Lāwa‘i Garden.
In 1992 raakte de tuin beschadigd door een orkaan van klasse 4. Door herstelwerkzaamheden en het verzamelen van verloren gegane plantensoorten, kon de tuin weer opbloeien. In 1997 werd buiten de tuin een bezoekerscentrum geopend om zowel deze tuin als de Allerton Garden te bedienen.
Na een gift van de nazaten van de familie McBryde, werd de Lāwa‘i Garden in 2000 hernoemd in McBryde Garden. In 2005 ging de kwekerij met weefselkweekfaciliteiten open.

## Collectie
De tuin biedt plaats aan de grootste ex-situcollectie van planten die van nature voorkomen in Hawaï. De meeste soorten in deze collectie zijn endemisch, dat wil zeggen dat ze van nature alleen in Hawaï voorkomen. Veel van deze soorten zijn bedreigd of zelfs al uitgestorven in het wild. Brighamia insignis en Munroidendron racemosum zijn plantensoorten die in de tuin zijn te zien. De NTBG zorgt namens het Center for Plant Conservation voor de bescherming van deze twee soorten.
De tuin heeft een collectie etnobotanische planten uit Hawaï en andere eilanden in de Grote Oceaan. Dit zijn 27 planten die de Polynesiërs meenamen naar Hawaï in hun kano's om zorgen voor hun voeding, vezels, bouwmateriaal en geneesmiddelen. Tot deze planten behoort suikerriet, die in de negentiende eeuw plantages op Hawaï vormde. Een andere plant uit deze collectie is de papiermoerbei, die werd gebruikt voor het vervaardigen van kleding.
In de tuin zijn diverse andere planten te zien, waaronder palmen, cacaoboom, piment, gember, bloeiende bomen, Rubiaceae (koffieplant, kinaboom, noni), Heliconia, orchideeën en andere planten die in het wild zijn verzameld in tropische streken.